# Jaguar Type 00
Jaguar Type 00 — концепт-кар производства Jaguar Land Rover, дебютировавший в декабре 2024 года на выставке Miami Art Week.

## Описание
На дизайн автомобиля повлияла архитектура эпохи Возрождения. Jaguar Type 00 сравнивают с Jaguar E-Type и Rolls-Royce Spectre. Автомобиль окрашен в цвет Miami Pink, который был вдохновлен произведениями искусства Майами и знаменитой неоновой эстетикой 80-х годов, или London Blue, который отражает Великобританию.
Jaguar Type 00 — двухдверное купе с длинным капотом и крышей фастбэка. Двери — заднепетельные. Дизайн передней и задней частей «зачёркнутый», похожий на радиаторную решётку. Сиденья имеют каменные опоры и разделены латунным корешком.
Дизайн не предназначается для производства, но предназначается для продвижения линейки электромобилей.

## Технические характеристики
Jaguar Type 00 оснащён электродвигателем мощностью 956 л. с.